# Charaxes zoolina
The Club-tailed Emperor hay Club-tailed Charaxes (Charaxes zoolina) là một loài bướm thuộc họ Nymphalidae. Nó được tìm thấy ở miền nam châu Phi.
Sải cánh dài 40–45 mm đối với con đực và 50–58 mm đối với con cái. Thời gian bay từ tháng 10 đến tháng 6.
Ấu trùng ăn Entada spicata, Entada abyssinica, Entada natalensis, Acacia natalitia, Acacia schweinfurthi, Acacia brevispica, và Acacia kraussiana.

## Hình ảnh

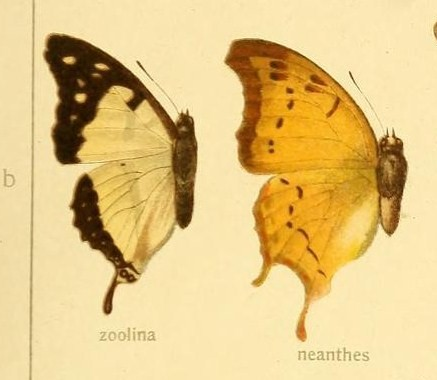
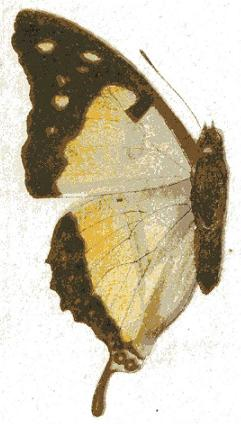

## Subpecies
Listed alphabetically.
- C. z. betsimisaraka Lucas, 1872
- C. z. ehmckei Dewitz, 1882
- C. z. mafugensis Jackson, 1956
- C. z. zoolina (Westwood, [1850])